# بلکفورد (سامرست)
بلکفورد (به انگلیسی: Blackford) یک روستا در بریتانیا است که در سامرست جنوبی واقع شده‌است.